# Thelma (film)
Thelma – norweski film dramatyczny z 2017 roku w reżyserii Joachima Triera z udziałem Eili Harboe. Obraz został premierowo zaprezentowany na MFF w Toronto. Został wyselekcjonowany jako oficjalny norweski kandydat do Oscara za najlepszy film nieanglojęzyczny na 90. ceremonię wręczenia tych nagród, ale ostatecznie nie otrzymał nominacji.
Film nakręcono w Oslo, Göteborgu, Trollhättan i Kirunie. Zdjęcia zaczęto 20 września 2016 roku i trwały 44 dni. Film został wyprodukowany przez norweską firmę Motlys. Budżet wyniósł 6,5 mln USD (47 500 000 kr.).

## Odbiór
W serwisie Rotten Tomatoes film uzyskał 92% pozytywnych recenzji, w serwisie Mediakrytyk 81% (stan na 25 września 2018).
Albert Nowicki (His Name is Death) pisał: „Trier sugeruje, że religia to kajdany, a katolicyzm pozbawiony jest swobody: uciska tych, o których wie, że są inni lub niewierni, stale wymusza na nich poczucie winy. (...) Niepokojące są sceny fantazji erotycznych; wpojono w nie surrealną, katolicką symbolikę, którą niektórzy uznają za świętokradztwo. Film nie jest jednak obrazoburczy: ścierają się w nim paradoksy religii, inteligentnie eksplorowane są młodociane emocje. To kolejny – m.in. po Przeobrażeniu czy Pamiętam cię – horror typu 'slow burn', tyleż surowy, co subtelny.”